# Daniel Tilenus
Daniel Tilenus, italianizzato talvolta in Daniele Tileno e noto anche col nome di Tilenius (Goldberg, 4 febbraio 1563 – Parigi, 1º agosto 1633), è stato un religioso e teologo tedesco naturalizzato francese.
Inizialmente calvinista, divenne un professore arminiano all'Accademia di Sedan. Fu apertamente un critico del Sinodo di Dort del 1618-1619. Fu uno degli insegnanti di Federico V del Palatinato.

## Biografia

### I primi anni
Nato in Slesia, giunse in Francia attorno al 1590 e per i suoi meriti venne naturalizzato francese da Enrico IV.
Lord Herbert di Cherbury diede durante questo periodo a Tilenus una sua copia del De Veritate, da cui appunto egli poi trasse il suo nome di Tilienus.

### Le celebri controversie
Ebbe una controversia con Pierre Du Moulin a partire dal 1612. Già nel 1601 i due erano stati alleati sul fronte ugonotto in una pubblica disputa contro il cattolico Jacques-Davy Duperron ed altri. La visione di Du Moulin era che l'attitudine cristologica di Tilenus favorisse la dottrina della giustificazione; il fatto divenne presto di pubblico dominio ed iniziò a dividere gli ugonotti. Giacomo I d'Inghilterra esortò personalmente i protestanti francese a ritrovare l'unità al loro interno, cercando di convincere innanzitutto gli aristocratici protestanti come Henri de La Tour d'Auvergne, duca di Bouillon e Philippe de Mornay, oltre ai suoi stessi ambasciatori David Home e Thomas Edmondes.
A Sedan Andrew Melville giunse nel 1612 dalla Scozia e fu per Tilenus un difficile collega nell'ambito dell'insegnamento della teologia. Nell'aprile del 1620 Tilenus, a L'Isle, presso Orléans, ingaggiò un dibattito con John Cameron sulle conclusioni di Dort. Cameron pubblicò una sua versione dei fatti col titolo Amica collatio de gratia et voluntatis humanae concursu in vocatione (1622).

### Gli ultimi anni
Nel 1620 Tilenus venne infine costretto ad abbandonare Sedan per l'ostilità generale. Egli rimase in termini amichevoli con Hugo Grotius col quale nel 1622/3 condivise una casa a Parigi, in Rue de Condé. Fu inoltre vicino al filosofo Walter Donaldson.
Tilenus si recò dunque in Inghilterra dove pubblicò questa volta contro i presbiteriani con l'opera Paraenesis ad Scotos Genevensis disciplinae zelotas. Subì quindi attacchi personali ad opera di James Sempill, amico di Melville. David Calderwood nel suo Altare Damascenum (1623) attaccò Tilenus; Gisbertus Voetius attaccò anch'egli Tilenus.